# Saint-Maurice-de-Tavernole
Saint-Maurice-de-Tavernole is een plaats en voormalige gemeente in het Franse departement Charente-Maritime in de regio Nouvelle-Aquitaine en telt 131 inwoners (2005). De plaats maakt deel uit van het arrondissement Jonzac.

## Geschiedenis
Saint-Maurice-de-Tavernole fuseerde op 1 januari 2016 met Réaux en Moings tot de commune nouvelle Réaux sur Trèfle.

## Geografie
De oppervlakte van Saint-Maurice-de-Tavernole bedraagt 3,9 km², de bevolkingsdichtheid is 33,6 inwoners per km².
De onderstaande kaart toont de ligging van Saint-Maurice-de-Tavernole met de belangrijkste infrastructuur en aangrenzende gemeenten.

## Demografie
Onderstaande figuur toont het verloop van het inwonertal.